# 海伦·钱达
海伦·恩甘杜韦·钱达（英語：Hellen Ng'andwe Chanda；1998年6月19日—），赞比亚女子足球运动员，司职中场，目前效力于绿水牛足球俱乐部和赞比亚国家女子足球队。她曾代表赞比亚参加2020年和2024年夏季奥林匹克运动会女子足球比赛。